# Eri Kawai
Pour les articles homonymes, voir Kawai (homonymie).
Eri Kawai (河井 英里, Kawai Eri, Tōkyō, 8 mai 1965 – 4 août 2008) était une chanteuse et compositrice originaire de Tōkyō, diplômée de l'Université nationale des Beaux-Arts et de la Musique de Tokyo.
Elle est morte des suites d'un cancer du foie le 4 août 2008 peu avant midi,,.

## Discographie
- Waazu waasu bouken, 17 mai 1996
- Ao ni sasageru, 1997
- Prayer, 25 avril 2001
- Animage, 22 novembre 2001
- Animage 2, 2 mars 2002
- Madoromi no rinne, 7 juin 2006

## Œuvres dans l'animation
- Air (film)
- Aria the Animation (TV)
- Aria the Natural (TV)
- Aria the Origination (TV)
- Bamboo Blade (TV)
- Sketchbook ~full color's~ (en) (TV)
- Strange Dawn (en) (TV)
- Tales of Symphonia (OAV)
- Utawarerumono (TV)

## Œuvres dans le jeu vidéo
- Fate/stay night PS2 "Realta Nua" : Yume no owari
- Yakuza (2005) : interprétation de Amazing Grace
- Yakuza 2 (2006) : interprétation de Silent Night, Holy Night